# Fantaterror
Fantaterror és la denominació amb la qual es coneix al cinema de gènere fantàstic i/o terror produït en Espanya especialment en les dècades de 1960 i 1970. Igual que ocorre amb les denominacions peplum o cinema negre, el terme del qual s'ha estès més enllà d'un limitat marge d'estil i obres, s'utilitza el terme Fantaterror per a definir la totalitat del cinema fantàstic/terror espanyol independentment de tipus i època de producció.
Considerada una genuïna tradició i identitat cinematogràfica espanyola no va obtenir, en general, un positiva recepció per part de la crítica contemporània. Tanmateix alguns dels seus realitzadors com Jesús Franco, Narciso Ibáñez Serrador, Paul Naschy, Antonio Gracia José (Pierrot), León Klimovsky i Amando de Ossorio van aconseguir èxit comercial nacional i internacional i alguns dels títols es consideren pel·lícules de culte.

## Característiques
Les pel·lícules realitzades en les dècades dels anys 1960 i 1970, malgrat la seva disparitat, presenten alguns elements comuns:
- Estan produïdes generalment en règim de coproducció i destinades al mercat internacional.

El seu rodatge en moltes ocasions es realitza en anglès o francès.
- Es troben fortament influenciades per les pel·lícules de terror clàssic la factoria Hammer. Igual que en la resta d'Europa es reinventen els gèneres anglosaxons (com el spaghetti western), el Fantaterror es pot considerar la resposta hispana als models de la Hammer. No obstant això cal assenyalar que la productora anglesa va ser fundada precisament per l'espanyol Enrique Carrera.

En menor mesura s'aprecia també la influència del giallo italià.
- L'explotació sexual augmenta segons avança la dècada. Moltes pel·lícules van ser rodades en doble versió, una destinada al mercat internacional i una altra per al mercat espanyol més parca en contingut eròtic per les limitacions imposades per la censura cinematogràfica.
- Existeix una preferència per la temàtica de terror gòtic encara que, a mesura que les obres es produeixen en els anys 1970, és més permeable a l'ambientació contemporània.
- Contrari al naturalisme propi del cinema espanyol el fantaterror és estilitzat i esteticista.

Després de la finalització de l'etapa clàssica es va impulsar la denominada corrent Neo-Fantaterror a partir dels anys 90 amb característiques diferents:
- Fugida de la serialització i acte-referencia (la gran excepció és la saga REC).
- Protagonisme dels personatges femenins (el símbol del neo-fantaterror és Belén Rueda, scream queen del cinema espanyol).[8]
- Històries contemporànies i urbanes.
- Trames de caràcter tràgic.
- Il·luminació fosca i de colors desaturats.

## Història

### Antecedents

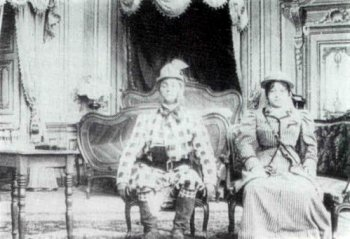
Fotograma de L'hotel elèctric de Segundo de Chomón

En la història del cinema espanyol existeixen alguns antecedents del fantaterror en l'obra de Segundo de Chomón (1871-1929). Entre la seva producció es troba un bon nombre d'obres dotades de gran fantasia i imaginació poblada per éssers fantàstics, bruixes, diables, fades i realitza tota classe de malabarismes màgics que aconseguia a base de trucs enormement imaginatius. Títols com El hechicero, Llamas diabólicas, El paraguas fantástico, El beso de la bruja, La armadura misteriosa, La casa embrujada o La gruta de los espíritus són considerats antecedents del gènere. Cas específic ho constitueix L'hotel elèctric (1908), considera la primera cinta de ciència-ficció espanyola, en la qual els objectes d'una habitació d'hotel cobren vida al voltant dels protagonistes causant el caos quan l'encarregat de dirigir-los s'emborratxa i no és capaç de gestionar-los adequadament.
| «                                                     | "L'hotel elèctric plantejava moltes dificultats, feliçment resoltes pel realitzador aragonès. Estem en els temps de les tècniques avançades i en aquest hotel s'ha suprimit el servei de criats. Tot es fa mitjançant maquinàries. Es prem un botó i apareixen unes mans que manegen un raspall per a lustrar les sabates, un altre botó desfà la maleta, un altre, vesteix el cavaller. L'electricitat és la màgia que fa els treballs de l'home. L'humor i l'enginy (també la sorpresa), eren les peculiaritats més acusades de L'hotel elèctric, rodada a Barcelona en 1906. D'uns 140 metres de durada, és la pel·lícula més coneguda de Chomón, i recull bona part del seu repertori de trucs, molts dels quals continuen resultant sorprenents avui dia" | » |
| — Enrique Martínez-Salanova Sánchez (Figuras de Cine) | |   |

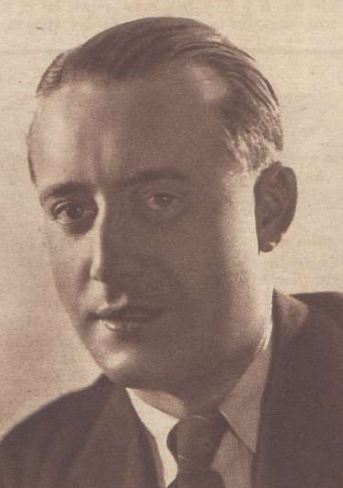
El realitzador i dramaturg Edgar Neville

Amb posterioritat es poden trobar obres aïllades com La torre de los siete jorobados (1944) d' Edgar Neville (1889-1967). Influenciada pel cinema expressionista alemany i obres com El gabinet del Doctor Caligari (1920) de Robert Wiene el seu tema confronta un Madrid castís i tradicional amb un altre més tenebrós que s'oculta sota terra. Repleta d'esoterisme, personatges pintorescos, missatges codificats, passadissos ocults, ciutats subterrànies i fins a una batalla mental entre dues dels personatges principals és considerada una rara avis en el gènere. No obstant això la seva recepció comercial, igual que gairebé totes les pel·lícules de Neville en la dècada de 1940 va ser negativa.
| «                                         | "És una pel·lícula singular dins de la seva filmografia perquè, en general, identifiquem a Neville amb els sainets costrumbristes. I aquesta és una pel·lícula que sí que s'inicia com un sainet costumista però de seguida es converteix en una pel·lícula d'aventures esotèriques, en una pel·lícula fantàstica, on el protagonista es troba amb morts, amb geperuts per onsevulla i finalment amb tota una ciutat subterrània construïda al bell centre de Madrid". | » |
| — Fernando Méndez-Leite Serrano (RTVE.es) | |   |

### Fantaterror

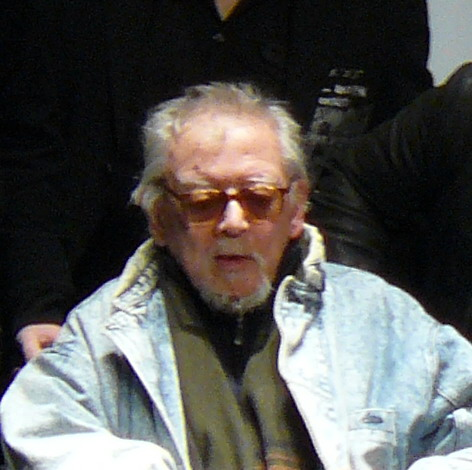
El realitzador Jesús Franco

La primera pel·lícula catalogada com la primera obra important del fantaterror i l'inici del subgènere va ser Gritos en la noche (1961), de Jesús Franco (1930-2013). Cinquè llargmetratge del realitzador es tracta de la primera pel·lícula d'ambientació gòtica del cinema espanyol, hereva del cinema expressionista alemany, de les pel·lícules de terror clàssiques dels Estudis Universal dels anys 1930 i 1940 i de la pel·lícula Les yeux sans visage de Georges Franju. En aquesta pel·lícula apareix per primera vegada el personatge del Doctor Orloff, un doctor boig interpretat per Howard Vernon, considerat un dels tres arquetips principals creats pel fantaterror espanyol. Amb posterioritat el personatge també apareixeria en les pel·lícules El secreto del Dr. Orloff (1964), Miss Muerte (1966), Los ojos siniestros del Doctor Orloff (1973) i El siniestro Doctor Orloff (1984).
En l'extensa filmografia de Franco, composta per més de 200 títols,es poden trobar més de 40 exemples de pel·lícules adscrites al gènere. Entre elles hi ha influents com Necronomicon (1968) pel·lícula inclassificable que pren idees del giallo italià, el còmic eròtic i la nouvelle vague, Count Dracula (1970) protagonitzada per Christopher Lee i considerada una fidel adaptació a la novel·la de Bram Stoker, Vampyros Lesbos (1971) interpretada per Soledad Miranda en la qual la vampiressa és dona i subverteix tots els cànons convencionals del personatge, Drácula contra Frankenstein (1972) en la qual, sense tot just diàlegs, es barreja sense sentit l'ambientació vuitcentista i contemporània o La tumba de los muertos vivientes (1982) una explotació sobre el mite zombi.
| «                                       | "(El cinema fantàstic espanyol) Ha tingut reconeixement (acadèmic) perquè era un cinema molt dolent, no ens enganyem. Ara s'ha volgut fer una espècie d'homenatge i ressorgiment d'això però (...) el cinema espanyol ha estat en general molt dolent. Primer per la censura. D'una manera aviesa es fomentaven unes pel·lícules i altres gens. (...) Hi ha dues etapes al cinema espanyol. Una abans de Bardem i Berlanga i una altra després. Ells van ser una ruptura. El cinema d'abans era molt dolent. Bastant mediatitzat. El primer guionista era el general Franco joder. Amb això està dit tot. Neville era un paio de la UGT abans de la guerra, era un paio d'esquerres, però en el moment que hi ha el famós alçament nacional dels collons es va canviar de bàndol. Llavors hi havia pel·lícules de lloança tipus Murió hace quince años i coses d'aquesta.(...) No obstant això, i a diferència de molts altres com el nacionalcatòlic Rafael Gil, Edgar Neville va estar sempre més prop del món de Berlanga que era un món completament anàrquic i molt intel·ligent. Neville coneixia el cinema de Hollywood. Havia estat allí com a assessor de les versions espanyoles. Va ser algú positiu. Molts altres acabaven fent pel·lícules del tipus Sin novedad en el frente, passaven per la pedra i això a mi em cabrejava." | » |
| — Jesús Franco (Revista Contrahistoria) | |   |

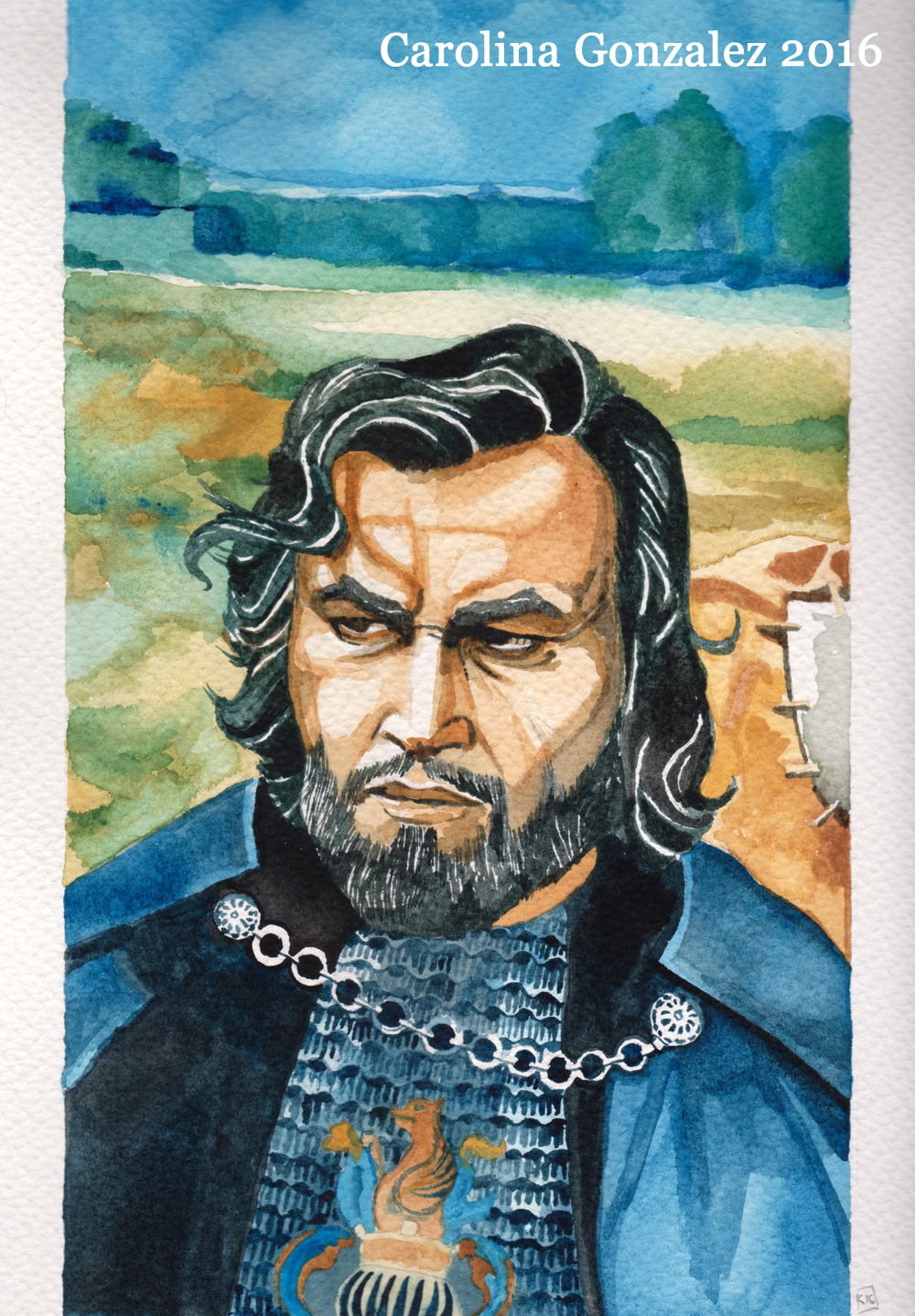
Retrat de Paul Naschy caracteritzat com Alaric de Marnac

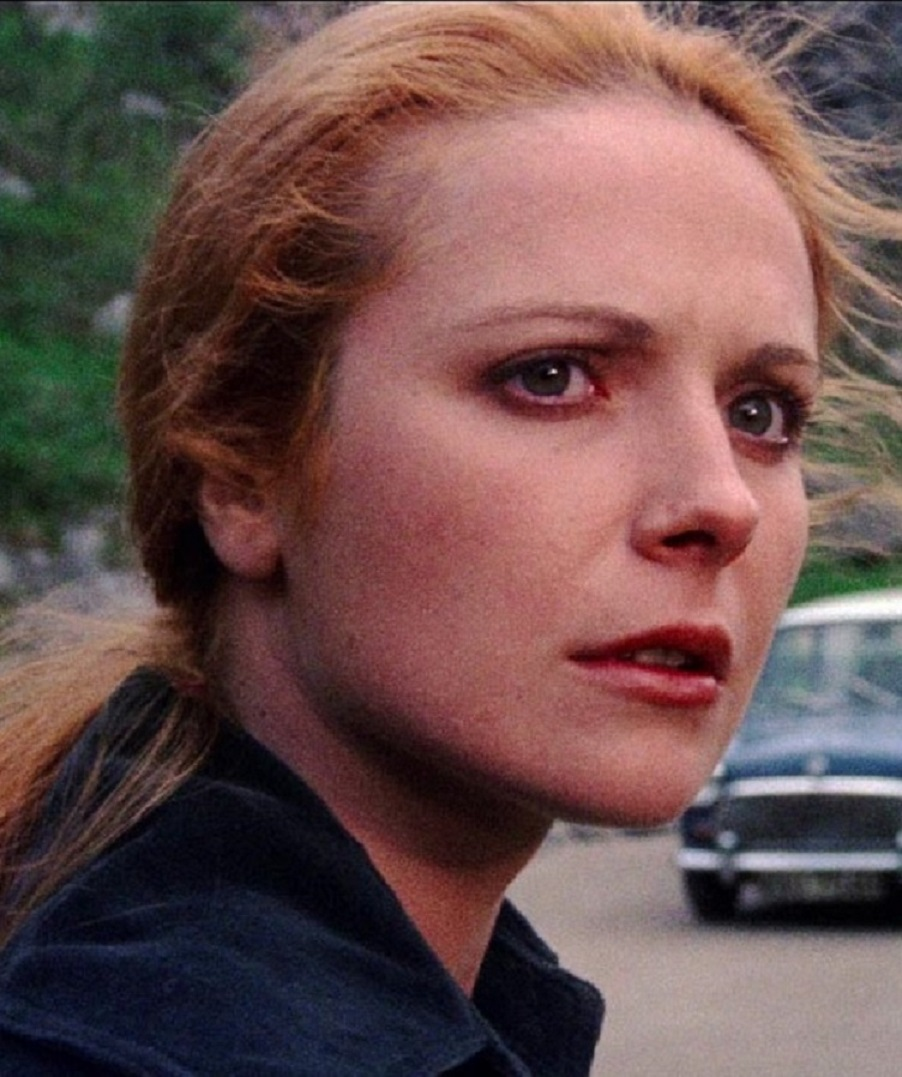
Cristina Galbó a No profanar el sueño de los muertos (1974)

Un altre nom estretament vinculat al gènere és Paul Naschy (1934-2009) nom artístic de Jacinto Molina. Amb una extensa trajectòria cinematogràfica, inicialment com a secundari i posteriorment com a actor, escriptor i realitzador, és el creador del segon dels aquetipos del fantaterror: l'home llop Waldemar Daninsky. Inicialment presentat en la pel·lícula La marca del hombre lobo (1968), coproducció hispano-alemanya dirigida per Enrique López Eguiluz rodada en tres dimensions, seria la primera de les onze pel·lícules en les quals Naschy interpretaria al licantrop. Entre elles destaquen La noche de Walpurgis (1971) dirigida per León Klimovsky i la seva continuació El retorno de Walpurgis (1973) dirigida per Carlos Aured. Destaca també El aullido del diablo (1987) en la que Naschy no sols interpretà a Daninsky, sinó també a Quasimodo, Mr. Hyde, el monstre de Frankenstein, el Fantasma de la Ópera i el Diable.
| «                                 | "En una època molt difícil va fer un tipus de cinema absolutament delirant per al que hi havia a Espanya, va tenir la força i convicció de tirar-ho endavant i molts li van seguir. La marca de l'home llop és el plantejament incial d'un moviment que va tenir molta importància en els 70, potser fins al 77. El meu pare creia molt de debò en el que feia i va lluitar sempre pel cinema fantàstic." | » |
| — Sergio Molina (Diario La Razón) | |   |

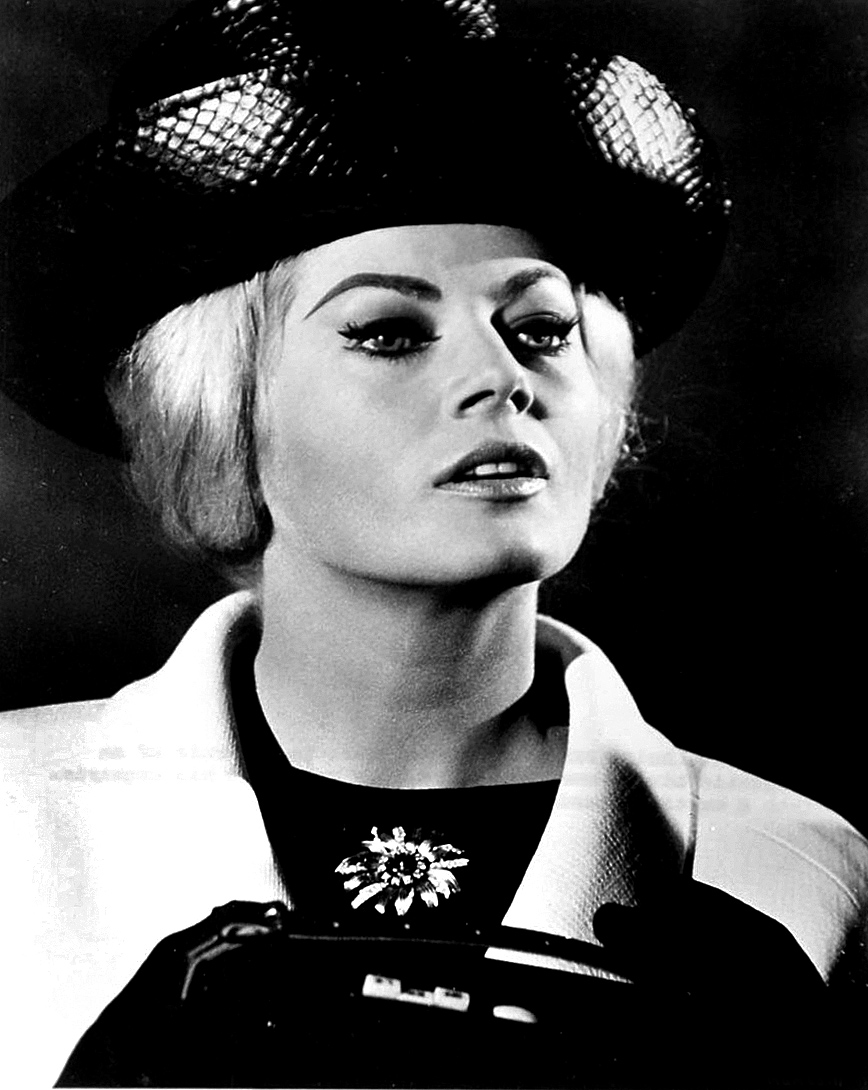
Anita Ekberg protagonista de Malenka

Malgrat que va realitzar una destacada pel·lícula de terror com Malenka (1968), la història d'una bella verge que després d'heretar un castell descobreix que entre els seus habitants figuren un estrany noble i un grup de maques dones de les quals sospita la seva entitat vampírica protagonitzada per Anita Ekberg, la filmografia del realitzador gallec Amando de Ossorio (1918-2001) està lligada al tercer dels arquetips propis del cinema de fantaterror: els Cavallers Templers zombis. Integrada per una tetralogia escrita i dirigida pel cineasta inclou els títols La noche del terror ciego (1972), El ataque de los muertos sin ojos (1973), El buque maldito (1974) i La noche de las gaviotas (1975). Els cavallers templers són zombis els qui, després de tornar a la vida, busquen venjança mitjançant l'assassinat de la gent al seu voltant.
| «                                                                  | "A Espanya un grapat de directors es va obstinar, allà pels anys 70 més o menys, a crear pel·lícules de terror sense tenir mitjans econòmics suficients. Però, això sí, amb grans dosis de fantasia, enormes dosis de voluntat, enormes dosis d'afició. Ells van crear una sèrie de títols venerats avui per milers de cinèfils de tot el món. Era un cinema declaradament comercial lliurat a una època i un públic sense pretensions.(...) Amando de Ossorio (...) un modest però molt respectable director de cinema.." | » |
| — Chicho Ibáñez Serrador (Amando De Ossorio "El Ultimo Templario") | |   |

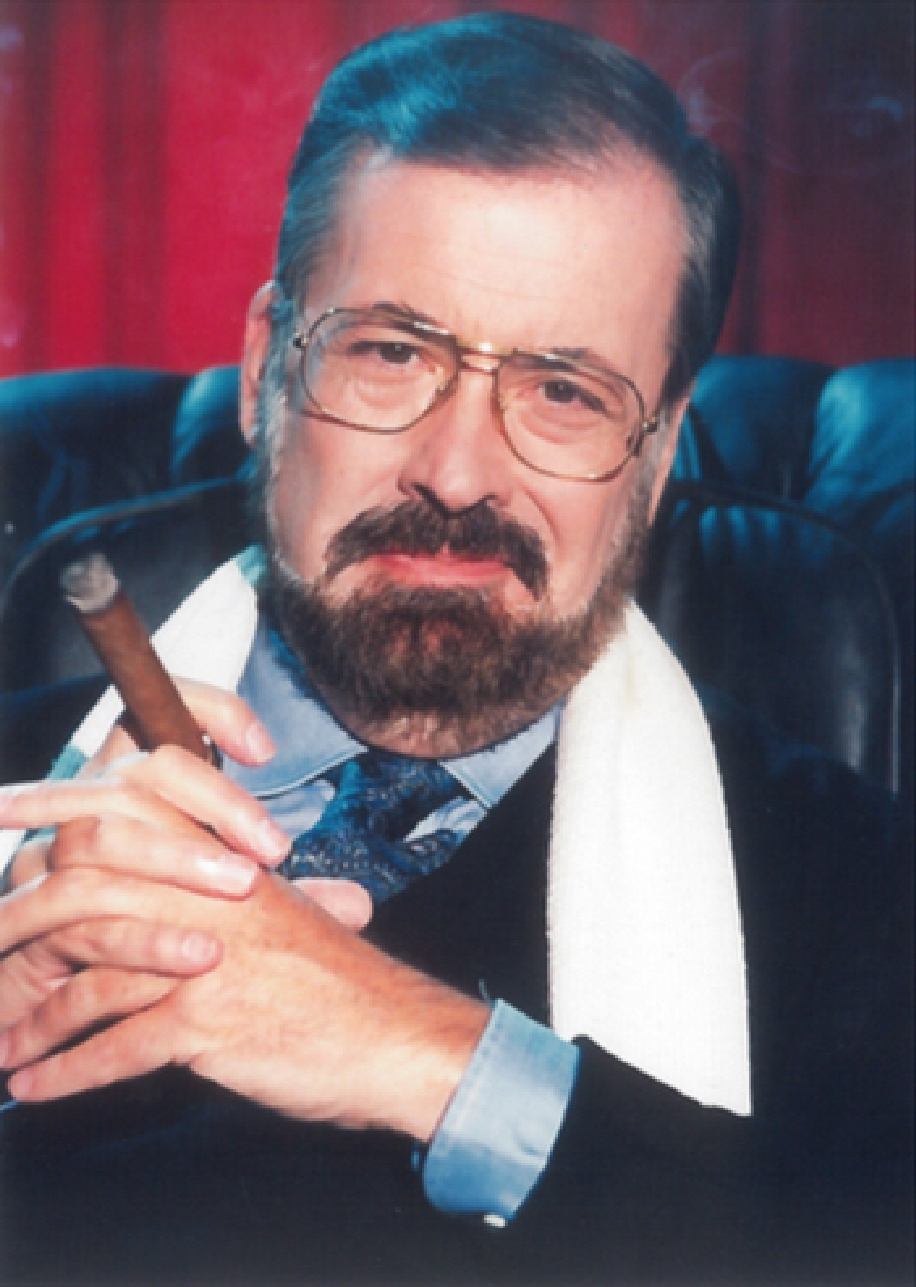
El guionista i realitzador Chicho Ibáñez Serrador

Chicho Ibáñez Serrador (1935-2019) és un altre dels noms propis del gènere malgrat la seva breu filmografia. Àmpliament conegut per la seva trajectòria en televisió va ser responsable de les primeres sèries dedicades a la ciència-ficció i el terror com Mañana puede ser verdad (1964-1965) i Historias para no dormir (1966-1988 i 1982) o el telefilm El televisor (1974). També va dirigir i presentar el Programa de televisió Mis terrores favoritos (1981-1982 i 1994-1995) on presentava una selecció de pel·lícules del gènere. La seva trajectòria com a director de cinema consta de dos influents títols que van obtenir un important èxit comercial. La residencia (1969), interpretada per Lilli Palmer, Cristina Galbó i John Moulder-Brown, és una tenebrosa i opressiva pel·lícula d'ambientació gòtica que mostra en la seva trama els dos primers assassinats explícits filmats en la història del cinema espanyol. ¿Quién puede matar a un niño? (1976), basada en l’obra El juego de los niños de Juan José Plans, està ambientada en una assolellada illa costanera en la qual els nens van assassinant gradualment a quants adults habiten o s'acosten a ella. La residencia va acreditar en la taquilla espanyola més de 2.900.000 entrades venudes i ¿Quién puede matar a un niño? més de 850.000.
| «                                                                           | "Els espectadors no estaven acostumats. A més d'aquesta trama de misteri, en la qual les noies van desapareixent, diguem que hi ha una trama de terror en la pròpia mecànica de la institució i diguem que sobre aquest terror planeja aquesta tensió sexual que és al·lucinant. Crec que li va venir bé la censura de l'època perquè ho fa de manera subtil. L'agafa aquesta tensió i la fica en la pel·lícula d'una manera meravellosa." | » |
| — Andrea G. Bermejo (sobre La residencia a Historia de nuestro cine - RTVE) | |   |

Amb una extensa trajectòria, que va començar treballant amb Luis García Berlanga, José Luis Sáenz de Heredia o Sergio Leone i en la qual va abordar diferents gèneres fins a ser un referent del denominat cinema d'autor, la trajectòria de Jordi Grau i Solà (1930-2018) inclou dos destacats títols de fantaterror d'àmplia difusió internacional: Ceremonia sangrienta (1973) que narra una historia de vampirisme i No profanar el sueño de los muertos (1974) de zombis. Amb una ambientació gòtica i interpretada per Lucia Bosè i Espartaco Santoni Ceremonia sangrienta narra la història d'una marquesa que, per a mantenir-se jove, necessita de la sang de les joves del poble pròxim. Acreditant la venda de més de 225.000 entrades en la taquilla espanyola. No profanar el sueño de los muertos, explotació de La nit dels morts vivents protagonitzada per Cristina Galbó i ambientada en un entorn campestre en el qual els morts tornen a la vida després de l'acció d'una màquina per a millorar els processos agrícoles, va acreditar la venda de més de 315.000 entrades i va obtenir premis a Festivals com Sitges.
| «                                                                                                  | "Mai s'havia abordat, al cinema espanyol, una pel·lícula sobre morts vivents amb aquesta categoria industrial i artística. S'havia fet molt de cinema ja del gènere aquí però no en aquest nivell". | » |
| — Carlos Aguilar (sobre No profanar el sueño de los muertos en Historia de nuestro cine - RTVE.es) | |   |

En aquesta època es va produir la major part de la producció dels principals conreadors del gènere. Fins i tot directors de trajectòria completament aliena a aquest estil es van iniciar dins d'ell. Alguns exemples ho constitueixen Eloy de la Iglesia (1944-2006), conegut pel seu cinema de denúncia social va començar amb títols com La semana del asesino (1972), Nadie oyó gritar (1973) o Una gota de sangre para morir amando (1973); Iván Zulueta (1943-2009) va dirigir Arrebato (1980) una de les pel·lícules de culte més cèlebres del cinema espanyol; o Vicente Aranda (1926-2015) amb obres com Las crueles (1969) o, especialment, La novia ensangrentada (1972). o obstant això, a la fi dels anys 70, el fantaterror va anar donant mostres de cansament, d'una certa saturació i es va veure superat per altres gèneres comercialment en auge com el destape.

### Neo-Fantaterror
Després de la seva expansió a partir de mediats dels anys 1970 el gènere progressivament va anar desapareixent encara que sí que es van continuar produint pel·lícules de terror o fantàstiques. No obstant això un bon nombre de cineastes van continuar realitzant, al llarg de les següents dècades, pel·lícules adscrites al gènere com Jesús Franco, Paul Naschy o José Ramón Larraz. No seria fins a principis dels anys 80 quan començaria una nova etapa, vinculada a la prèvia, en la trajectòria del realitzador Joan Piquer i Simón. Pel·lícules com Mil gritos tiene la noche (1982), Slugs, muerte viscosa (1988) o La grieta (1989) van obtenir ampli reconeixement internacional, especialment als Estats Units, empleando elementos como el slasher o el giallo.
| «                                                 | "El cinema de J. P. Simon —amb accent anglosaxó— es distribueix regularment en els circuits de la sèrie B nord-americana i troba el seu màxim ressò entre els afeccionats al gore, que aplaudeixen la sornegueria acte-conscient amb què l'esforçat cineasta llevantí encara escenes de mutilació, hemorràgia i massacre. Aquest home de cinema mai va tenir complexos a l'hora de desplaçar-se a rodar a Amèrica del Nord, combinant el repartiment espanyol amb l'estatunidenc." | » |
| — Joan Ripollès Iranzo (Centro Virtual Cervantes) | |   |

A mitjan anys 90 va haver-hi un ressorgir del cinema fantàstic i de terror gràcies al bon acolliment comercial d'Acción Mutante (1993) o El día de la bestia (1995), dirigides per Álex de la Iglesia, i sobretot, Tesis (1996) dirigida per Alejandro Amenábar pel·lícula de terror que va obtenir 7 Premis Goya atorgats per l'Acadèmia de les Arts i les Ciències Cinematogràfiques d'Espanya inclòs, per primera vegada per a una pel·lícula de terror, el de millor pel·lícula. Des d'aquest moment la crítica i el públic es va retrobar amb el gènere i pot parlar-se d'un neo-fantaterror ja amb característiques diferents.
Posteriorment, ja dins de la dècada dels anys 2000, s'ha donat casos de recuperació del Fantaterror clàssic amb exemples com La herencia Valdemar (2010) dirigida per José Luis Alemán o la producció fílmica de la productora Fantastic Factory (entre 2001 i 2007) que va finançar l'obra de realitzadors com Brian Yuzna, Paco Plaza, Jaume Balagueró o Jack Sholder. Si bé el major homenatge al fantaterror clàssic va ser la concessió en 2009 del Goya d'Honor de l'Acadèmia a Jesús Franco.
El neo-fantaterror ha tornat a sortir de les nostres fronteres amb més força fins i tot del que ho va fer en els anys 60. Hollywood ha descobert el cinema fantàstic i de terror espanyol encimbellant-lo en taquilla (The Others), remakes (REC, Abre los ojos), homenatjant-lo (Kill Bill vol. 1 i el seu capítol titulat "La núvia ensangonada") o guardonant-la en la cerimònia dels Oscars (El laberinto del fauno).